# 1941 en aéronautique
Chronologie de l'aéronautique
- 1937
- 1938
- 1939
- 1940
- 1941
- 1942
- 1943
- 1944
- 1945

Cet article présente les faits marquants de l'année 1941 en aéronautique.

## Évènements

### Janvier
- Janvier : premier vol de l'hydravion japonais Kawanishi H8K.
- 9 janvier : premier vol de l'Avro Manchester III prototype du bombardier lourd britannique Avro Lancaster.

### Février
- 24 - 25 février : première utilisation opérationnelle du bombardier Avro Manchester lors d'un raid sur Brest.

### Mars
- 7 mars : premier vol du planeur de transport lourd Messerschmitt Me 321
- 10 - 11 mars : première utilisation opérationnelle du bombardier Handley Page Halifax lors d'un raid sur Le Havre.

### Avril
- 2 avril: premier vol du premier chasseur à réaction, le Heinkel He 280.
- 18 avril : premier vol du prototype de chasseur à réaction Messerschmitt Me 262 alors propulsé par des moteurs à piston en raison des l'indisponibilité de ses réacteurs.
- 30 avril : premier vol du bombardier en piqué Vultee A-31.

### Mai
- 2 mai : premier vol du prototype de chasseur de nuit japonais Nakajima J1N1.
- 6 mai : premier vol du chasseur américain Republic P-47 Thunderbolt.
- 15 mai : premier vol d'un avion à réaction britannique, le Gloster E28/39.
- 24 mai : un avion torpilleur Fairey Swordfish du porte-avions Ark Royal lâche une torpille sur le cuirassé allemand Bismarck bloquant son gouvernail.

### Juin
- 20 juin : création de l'United States Army Air Forces (USAAF).

### Juillet
- 8 juillet : première utilisation opérationnelle des bombardiers B-17, lors d'une attaque de la  RAF sur Wilhelmshaven.

### Août
- 7 août : premier vol du bombardier-torpilleur américain TBF Avenger.
- 13 août : premier vol de l'intercepteur allemand à moteur fusée Messerschmitt Me 163.
- 27 août : à la suite d'attaques répétée d'un Lockheed Hudson, le Unterseeboot 570 se rend. Il s'agit du premier sous-marin capturé par la RAF.

### Septembre
- 1er septembre : inauguration de l'aéroport Montréal-Dorval, aujourd'hui l'aéroport international Pierre-Elliott-Trudeau de Montréal.
- 14 septembre : première utilisation opérationnelle des planeurs géants Messerschmitt Me 321 lors d'une attaque aéroporté sur l'île de Saaremaa.
- 23 septembre : un Junkers Ju 87 piloté par le lieutenant Hans-Ulrich Rudel coule, avec une seule bombe, le cuirassé soviétique Marat dans le port de Cronstadt.

### Octobre
- Premier vol du prototype du Heinkel He 111Z spécialement développé pour remorquer les planeur lourds Me 321.

### Décembre
- Premier vol du chasseur japonais Kawasaki Ki-61 Hien.
- 7 décembre : attaque aérienne japonaise sur Peal Harbor.
- 10 décembre : le cuirassé HMS Prince Wales et le croiseur de bataille HMS Repulse sont coulés au large de la Malaisie par des bombardiers-torpilleurs japonais Mitsubishi G3M.
- 23 décembre : premier vol de l'avion de transport militaire Douglas C-47 Skytrain.